# Cadaba trifoliata
Cadaba trifoliata är en kaprisväxtart som först beskrevs av William Roxburgh, och fick sitt nu gällande namn av Robert Wight och Arn. Cadaba trifoliata ingår i släktet Cadaba och familjen kaprisväxter. Inga underarter finns listade i Catalogue of Life.